# Daïra d'El Hadjar
La Daïra d'El Hadjar est une circonscription administrative algérienne située dans la wilaya d'Annaba. Son chef-lieu est situé sur la commune éponyme d'El Hadjar.

## Communes
La daïra est composée de يثعءcommunes : El Hadjar et Sidi Amar.